# Surfin' Bird
Surfin' Bird is een single van The Trashmen. Het is afkomstig van het gelijknamige album.
De track bevat de steeds herhalende tekst 'the bird is the word'. Surfin' Bird is een bewerking van 'Papa-Oom-Mow-Mow' van The Rivingtons, een track die dat zelfde zinnetje bevat.
Surfin' Bird is onder anderen gecoverd door punkbands als The Ramones (1977) en The Cramps (1978). André van Duin parodieerde het nummer in 1964 tijdens zijn televisiedebuut in Nieuwe Oogst.